# Clathria calypso
Clathria calypso är en svampdjursart som beskrevs av Boury-Esnault 1973. Clathria calypso ingår i släktet Clathria och familjen Microcionidae. Inga underarter finns listade i Catalogue of Life.